# Château de Varzy
Le château de Varzy, ou château épiscopal de Varzy, se trouve à Varzy dans la Nièvre, en Bourgogne, France.
Il est construit peu après le milieu du XIIe siècle par Hugues de Noyers, évêque d'Auxerre, sur l'emplacement d'une demeure précédemment bâtie au Xe siècle par l'évêque Gaudry.

## Situation
Le château se trouve près du centre ville de Varzy, côté sud-ouest. Il est en rive gauche du ruisseau de Cœurs, petit affluent du Sauzay, sous-affluent de l'Yonne et qui traverse du sud au nord le côté ouest de Varzy et devient le ruisseau de Sainte-Eugénie en aval de l'église éponyme.

## Histoire

### Xesiècle
Première construction (Gaudry)
La première mention d'une construction à l'endroit du château de Varzy date de Gaudry, 42e évêque d'Auxerre de 918 à 933, qui porte une affection particulière à Varzy. Parti visiter les tombeaux des apôtres à Rome en l'an 923, cet évêque se voit offrir par le pape Jean X des reliques de saint Laurent et sainte Eugénie. À son retour Gaudry en donne la plus grosse partie non à son église cathédrale mais à l'église Sainte-Eugénie de Varzy, dont il affectionne particulièrement les religieux. Sainte-Eugénie est à l'époque un lieu de pèlerinage très fréquenté, qu'il fait reconstruire de fond en comble car ce bâtiment du VIe siècle menace ruine. Lebeuf mentionne qu'à cette occasion Gaudry fait aussi « construire un logement convenable près de cette église, et c'est où depuis a été bâti le château ». Il fait également remonter les ruines de l'église Saint-Pierre et de l'église Saint-Saturnin à Varzy.
Sept ans d'aliénation, fortification avec murailles sans tours (Hugues de Chalon)
Vers la fin l'épiscopat de Hugues de Chalon ou peu après, le seigneur de Saint-Vérain s'empare de Varzy, rançonne les habitants et garde la ville et le château pendant sept ans. Pour prévenir de telles attaques, l'évêché fait fortifier Varzy avec des murs (pas de tours à cette première fortification). Mais l'histoire se répète avec Geoffroy III de Donzy en 1085.
Garde de reliques
Pendant la période des attaques des Normands, au IXe ou Xe siècle, les ossements de saint Regnobert de Bayeux et de son diacre saint Zenon, reliques provenant de Bayeux, sont confiés à la garde de l'évêque d'Auxerre qui les met à l'abri dans un cercueil de pierre au château de Varzy sauf une partie envoyée en Franche-Comté. La portion restée à Varzy sert à la dédicace de la nouvelle paroisse Saint-Regnobert à Auxerre au début du XIIIe siècle.

### XIesiècle
Geoffroy de Champallement, évêque d'Auxerre (1052-1076), se fait porter à Varzy pour y mourir car il souhaite être enterré au prieuré de La Charité à seulement quelques lieues de Varzy. 
Vingt ans d'aliénation
Robert de Nevers, évêque d'Auxerre (1076-1084), meurt en 1084. Le siège épiscopal d'Auxerre est subséquemment vacant pendant trois ans, au cours desquels des seigneurs tenant leurs baronnies de l'évêque s'emparent de terres de l'évêché. Geoffroy III de Donzy fait main basse sur Varzy, ville et château. Le successeur de Robert de Nevers, Humbaud (év. 1087-1114), excommunie Geoffroy qui esquive cette infortune en partant en croisade en Palestine ; il ne rend la ville qu'à son retour 20 ans après (Humbaud reprend aussi à coups de censures ecclésiastiques le revenu épiscopal de Cosne de celles de Hugues le Manceau et ses biens à Toucy de celles des barons du lieu).

### XIIesiècle
Prise de Varzy
Alain de Larrivour (év. 1152-1167) rencontre des difficultés dès 1152 avec le comte d'Auxerre Guillaume III (°1110 - †1161) qui, imité par certains gentilshommes, refuse de faire son hommage au nouvel évêque. Il doit aussi s'opposer au fils de Guillaume III : Guillaume IV (°1130 - †1168), en guerre contre le Renard IV, comte de Joigny et le Étienne Ier, comte de Sancerre, prend Varzy (ville et château) pour favoriser son entreprise belliqueuse et les terres en sont ravagées, tant celles des religieux que celles des laïcs. Le jugement du roi pour la restitution de Varzy par Guillaume IV à l'évêché est daté de 1164.
Achat de terrain pour agrandissement et fossés (Guillaume de Toucy)
Guillaume de Toucy, évêque d'Auxerre 1167-1181, reçoit en 1173 de la part du comte Guy le don de tous les serfs que ce dernier y possède dans le vallon de Saint-AndréLebeuf 1743, vol. 1, p. 108,, puis en 1175 de la part de la mère du comte 30 de ses familles de VarzyLebeuf 1743, vol. 1, p. 106,, en actions de grâce pour sa guérison lors de maladies - pour lesquelles Guillaume de Toucy a grand mal à obtenir des lettres de confirmation du don. S'ajoutent à ces accroissement de biens temporels de l’Église d'Auxerre l'achat par Guillaume de Toucy de vignes et prés à Varzy, et celui d'un large terrain destiné à la construction d'une partie de la maison épiscopale et au creusement de fossés. Il tient plusieurs fois ses assises dans le cloître de sa maison de Varzy.
Réparation des murs, construction de tours, creusement de fossés (Hugues de Noyers)
Avant la fin de ce XIIe siècle Varzy est une fois de plus menacée. Hugues de Noyers (év. 1183-1206) fait rapidement réparer les murs de la ville et y fait ajouter de grosses tours et de profonds fossés. Il fait également bâtir le château épiscopal, à moins de 100 m au sud de l'église Sainte-Eugénie.

### XIIIesiècle
Incendie, reconstruction
Guy de Mello, évêque d'Auxerre 1247-1269, fait rebâtir les salles et le reste du château détruit dans un incendie. Il fait réparer les murs (de clôture), le long desquels il fait construire des logements.

### XIVesiècle
Guerre de Cent Ans
1358 : les troupes de l'anglais Robert Knolles investissent Malicorne et s'en servent comme base pour attaquer et piller les environs. Knolles prend Auxerre le 10 mars 1359, démontrant ainsi qu'aucune ville alentour n'est hors de sa portée - lui qui pousse des raids jusqu'à plus de 200 km depuis sa base jusqu'en Allier pour prendre Cusset et assiéger Saint-Pourçain. Malicorne n'est qu'à 67 km de Varzy. Mais Varzy reste sauf.

### XVesiècle
Guerres de religion
Pierre de Longueil (év. 1449-1473) prend en affection son lieu de Varzy, dont il fait son lieu de résidence principal vers la fin de sa vie - peut-être à cause des troubles dans l'Auxerrois (la Guerre de Bourgogne contre la Lorraine et les cantons suisses, due aux visées d'expansion du duc de Bourgogne Charles le Téméraire, commence en 1474 avec la bataille d'Héricourt en août). Il y est mort le 16 février 1473 à 10 heures du matin. Il a probablement été enterré dans l'église Sainte-Eugénie de Varzy comme il l'avait demandé, avant que sa sépulture soit transportée à la cathédrale Saint-Étienne d'Auxerre.

### XVIesiècle
Portail (François II de Dinteville et Robert de Lenoncourt)
Robert de Lenoncourt, évêque d'Auxerre 1534-1560, passe un accord avec les héritiers de son prédécesseur François II de Dinteville, afin que la construction commencée du portail du château de Varzy soit achevée aux frais de la succession Dinteville.

### XVIIesiècle
Dominique Séguier, évêque d'Auxerre 1631-1637, voulait outre le palais épiscopal d'Auxerre, avoir toujours deux châteaux en état de le loger : le château de Régennes et celui de Varzy. Il réside quelque temps à Varzy en 1633.
Sous l'épiscopat de Pierre de Broc à Auxerre (1640-1671) sont mis à jour en 1649 à Varzy des documents négligés - terriers et lettres de comptes - concernant la baronnie de Donzy. Grâce à ces documents, et nonobstant la levée de la saisie féodale ordonnée par le parlement en 1650 en faveur du duc de Nevers, en 1651 l'évêque d'Auxerre est reconnu seigneur suzerain de Donzy sans doute ni recours possible ; cette reconnaissance de statut s'avère fort utile par la suite.

Pierre de Broc ajoute au domaine épiscopal de Varzy de nombreux biens proches de cette terre.
Comblement des fossés, promenades de Marcy (Nicolas Colbert)
Nicolas Colbert évêque d'Auxerre (1672-1676), l'un des frères de Jean-Baptiste Colbert ministre de Louis XIV, fait combler les fossés et aménager « les grandes promenades de la  porte de Marcy ». À cette époque la propriété inclut une chapelle dédiée à saint Regnobert. Venu se reposer des fatigues de ses voyages et tâches épiscopales, Nicolas Colbert meurt au château le 5 septembre 1676.

### XVIIIesiècle
Construction du château actuel, portail, aile démolie (Champion de Cicé)
En 1764 le dernier évêque d'Auxerre Champion de Cicé fait entreprendre des travaux importants : démolition d'une aile, reconstruction du portail d'entrée et construction de l'actuel bâtiment central. Les bâtiments du XVe siècle originellement prévus pour la démolition sont conservés pour l'usage du fermier de la terre épiscopale de Varzy.
Vente (Révolution), faïencerie
À la Révolution le château est vendu comme bien national pour 18 000 francs à MM. Thoulet Vauvardin et Edme Rollin. En 1794 Rollin, alors seul propriétaire, soutenu par Joseph Fouché (homme politique 1759-1820) en mission de propagande pour l'esprit révolutionnaire, y ouvre une faïencerie avec l'atelier de trituration dans l'aile du XVe siècle, les fours dans la tour d'Irouard et les séchoirs dans l'aile longeant le boulevard Saint-Germain. La manufacture à son apogée fournit du travail à 26 employés, puis ferme en 1803.

### Époque contemporaine
Le château devient la propriété de la famille Givry en 1823, puis de la famille Petit en 1867. Vers 1900 son état s'est nettement dégradé. Un négociant en vins y installe son négoce. 
Colonie de vacances de Clichy
En 1929 MM. Gilles et Pointeau l'achètent, font effectuer les réparations les plus urgentes et y ouvrent la colonie de vacances « Jacques Amyot ». La municipalité de Clichy loue le château à partir de 1938 et l'achète en 1946, le faisant alors restaurer par Jean Avarre, architecte de Clamecy. Jusqu'en 2005 le château sert de cadre à des séjours de vacances pour jeunes et vieux Clichois.
2008 - la municipalité achète le château
Le 22 octobre 2007 la municipalité de Varzy décide d'acheter le château. La vente est réalisée le 31 janvier 2008. Le site est de nos jours loué en gestion libre pour divers événements publics ou privés.

## Divers
Le musée Auguste Grasset à Varzy possède quelques pièces produites par la faïencerie.
Dans le jardin du château se trouve une statue d'un marteau frappant une enclume, un rappel que la première Biennale Européenne de Forges et Métiers d’Art s'est déroulée au château de Varzy du 31 mai au 2 juin 2014 ; et que le lycée professionnel du Mont-Châtelet de Varzy possède une filière Ferronnerie d’Art et a proposé à la rentrée 2014 une section Brevet Métiers d’Art (BMA) - Section Ferronnerie.